# Swiss Open 1990
Die Swiss Open 1990 im Badminton fanden am 10. und 11. März 1990 in La Chaux-de-Fonds statt. Der Schweizer Badmintonverband listet das Turnier als Swiss Open, während es ursprünglich als 16. La Chaux-de-Fonds International durchgeführt wurde.

## Sieger und Platzierte
| Disziplin    | Gold                                 | Silber                        | Bronze                              |
| ------------ | ------------------------------------ | ----------------------------- | ----------------------------------- |
| Herreneinzel | Michael Keck                         | Stephan Kuhl                  | Tariq Farooq                        |
| Herreneinzel | Michael Keck                         | Stephan Kuhl                  | Heinz Fischer                       |
| Dameneinzel  | Diana Koleva                         | Bettina Villars               | Petra Michalowsky                   |
| Dameneinzel  | Diana Koleva                         | Bettina Villars               | Monika Cassens                      |
| Herrendoppel | Stefan Frey Stephan Kuhl             | Michael Keck Thomas Wurm      | Heinz Fischer Klaus Fischer         |
| Herrendoppel | Stefan Frey Stephan Kuhl             | Michael Keck Thomas Wurm      | Hannes Fuchs Jürgen Koch            |
| Damendoppel  | Monika Cassens Petra Michalowsky     | Diana Koleva Emilia Dimitrova | Maja Baumgartner Ulrike Scheunemann |
| Damendoppel  | Monika Cassens Petra Michalowsky     | Diana Koleva Emilia Dimitrova | Brigitte Lackner Sabine Ploner      |
| Mixed        | Bernd Schwitzgebel Petra Michalowsky | Roland Kapps Monika Cassens   | Thomas Wurm Diana Koleva            |
| Mixed        | Bernd Schwitzgebel Petra Michalowsky | Roland Kapps Monika Cassens   | Klaus Fischer Sabine Ploner         |

## Finalresultate
| Disziplin    | Sieger                               | Gegner                        | Ergebnis           |
| ------------ | ------------------------------------ | ----------------------------- | ------------------ |
| Herreneinzel | Michael Keck                         | Stephan Kuhl                  | 15:3, 7:15, 15:9   |
| Dameneinzel  | Diana Koleva                         | Bettina Villars               | 11:2, 12:9         |
| Herrendoppel | Stefan Frey Stephan Kuhl             | Michael Keck Thomas Wurm      | 18:13, 12:15, 15:1 |
| Damendoppel  | Monika Cassens Petra Michalowsky     | Diana Koleva Emilia Dimitrova | 15:6, 15:9         |
| Mixed        | Bernd Schwitzgebel Petra Michalowsky | Roland Kapps Monika Cassens   | 15:7, 15:10        |